# محوطه بدرآباد
محوطه بدرآباد مربوط به سده‌های میانه دوران‌های تاریخی پس از اسلام است و در شهرستان الیگودرز، بخش بشارت، دهستان پیشکوه ذلقی، ۲ کیلومتری غرب روستای گیلان واقع شده و این اثر در تاریخ ۱۸ اسفند ۱۳۸۷ با شمارهٔ ثبت ۲۵۲۴۸ به‌عنوان یکی از آثار ملی ایران به ثبت رسیده است.